# Dakota Access Pipeline

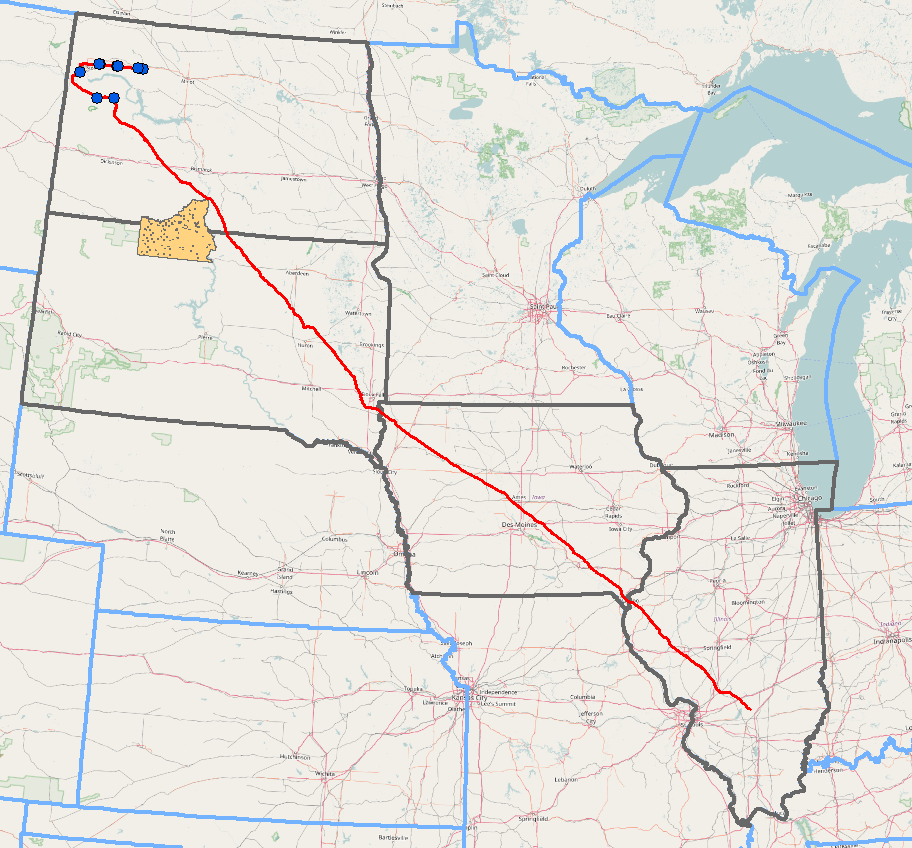
Trasa plánovaného ropovodu

Dakota Access Pipeline (řidčeji Bakken Pipeline, ve zkratce též DAPL) je projekt podzemního ropovodu ve Spojených státech amerických.

## Trasa
Produktovod se má táhnout v délce 1886 km (tj. 1172 mil) a přes čtyři americké státy – od naleziště u skalní formace Bakken poblíž městečka Stanley v Severní Dakotě, přes Jižní Dakotu a Iowu po ropné zásobiště u vesnice Patoka ve státě Illinois.
V Severní Dakotě, u střetu s řekou Missouri měl původně vést severně od hlavního města Bismarck, tamní obyvatelé si ale vyjednali změnu trasy ropovodu. Ta nyní přes Missouri vede v místě, kde se řeka vlévá do jezera Oahe a též vede územím Siouxů (které jim nebylo postoupeno dle dohody z Fort Laramie z roku 1851) a zasahuje i do indiánské rezervace Standing Rock v ústí řeky Cannonball do Missouri.

## Popis
Potrubí o průměru 30 palců (76,2 cm) má být minimálně 48 palců (1,2 m) pod povrchem s 15metrovou okolní zónou. Kapacita ropovodu má přesahovat 450 tisíc barelů za den.

## Vlastníci
Projekt plánuje společnost Dakota Access Pipeline, LLC, což je pobočka dallaské korporace Energy Transfer Partners, L.P. Ta vlastní 75 % hmotného zájmu na projektu, zbývajících 25 % pak společnost Phillips 66, jež má sídlo v Houstonu. V provozní fázi jej má řídit firma Sunoco Logistics Partners, L.P., která je od roku 2012 pobočkou Energy Transfer Partners.

## Financování
Projekt má rozpočet 3,7 miliardy dolarů (z toho 2,5 mld financovaný z úvěrů za účasti 17 bank).
Práce vytvořily 8200–10 000 dočasných pracovních míst a 40 stálých. Ropa těžená z ropných polí Brakken má zahrnovat techniku frakování.

## Harmonogram
Práce začaly roku 2014 a dle plánu má být ropovod dodán k 1. lednu 2017. K tomuto datu platí i některé smlouvy se subdodavateli, které mohou být znovu vyjednány se všemi podmínkami a podrobnostmi nebo dokonce odvolány, pokud nebude do toho data ropovod dokončen a operativní.
Projektu tohoto rozsahu chybí posouzení na dopad na životní prostředí. Společnost Energy Transfer Partners stavbu činilo bez tohoto zhodnocení, které však zákon vyžaduje, aby měla. 5. prosince 2016 prezident Obama rozhodl, že projekt má stopku bez vypracování požadovaného dokumentu a zvážení jiných tras, které by nekřížily řeku Missouri. Vypracování zhodnocení na dopad na životní prostředí u tak velkého projektu trvá i několik měsíců a v současnosti je nepravděpodobné, že posouzení na dopad na životní prostředí získá.

## Kritika
- Stavbu ropovodu neschvaluje mj. Greenpeace stejně jako skupina více než 160 vědců kvůli obavám z případných havárií a kontaminací, schopných zničit okolní přírodu (vodu, vzduch, přírodu, ohrožené druhy).[2][3][4][5]
- Rezerva na zvládnutí potenciálních havárií je dle iowského zákona pouze 250 000 dolarů, což organizace ICCI (Iowa Citizens for Community Improvement) považují za finančně nezodpovědné a dle jejich odhadů by měla být minimálně 40× vyšší.[6]
- Farmáři vyjádřili obavy týkající se rozrušení půdy na dotčených oblastech.[7] Firma se zaručila obnovit každý případně poškozený pozemek a umístit ropovod 2 stopy (60 cm) pod podloží spodní vody. Na další výhrady o porušení půdy odpověděl tiskový mluvčí společnosti, že ta již byla porušena během stavby.[8]
- Projekt si žádal povolení pro vedení stavby přes dotčené oblasti, který v březnu 2016 sice byl úřady vydán, ale v červnu zrušen v oblastech horních Siouxů, Lyon County, Iowa.
- Proti stavbě ropovodu je kromě Siouxů i kmen Meskwaki.[9][10]
- Kontroverzní je, že budoucí prezident Donald Trump vlastní akcie Energy Transfer Partners v hodnotě mezi 15 a 55 tisíc dolarů.[11] Dá se zde mluvit o střetu zájmu.[12] Podle deníku Washington Post CEO společnosti ETP, Kelcy Warren, daroval Donaldu Trumpovi prostřednictvím jeho nadace Trump Victory Fund 100 000 dolarů.[13]

## Protesty
Kmen Siouxů ze Standing Rock organizoval běžecké závody, závody na koních a pochody, aby svou výstavu poskytly věc a poskytly nesouhlas ropovodu. Toto hnutí získalo podporu mnoha domorodých národů, stejně jako spojenci z řad nerodilých obyvatel, celebrit a několika politických představitelů, kteří cestovali do posvátného kamenného tábora na území rezervace Standing Rock, aby se připojili k demonstrantům proti DAPL. V táboře panovalo napětí. Pracovníci donucovacích orgánů Severní Dakoty a soukromí strážci najatí firmou Energy Transfer Partners se střetli s demonstranty, což často vedlo k násilí a stovkám zatčení.